# Jasnogórskie Śluby Narodu Polskiego

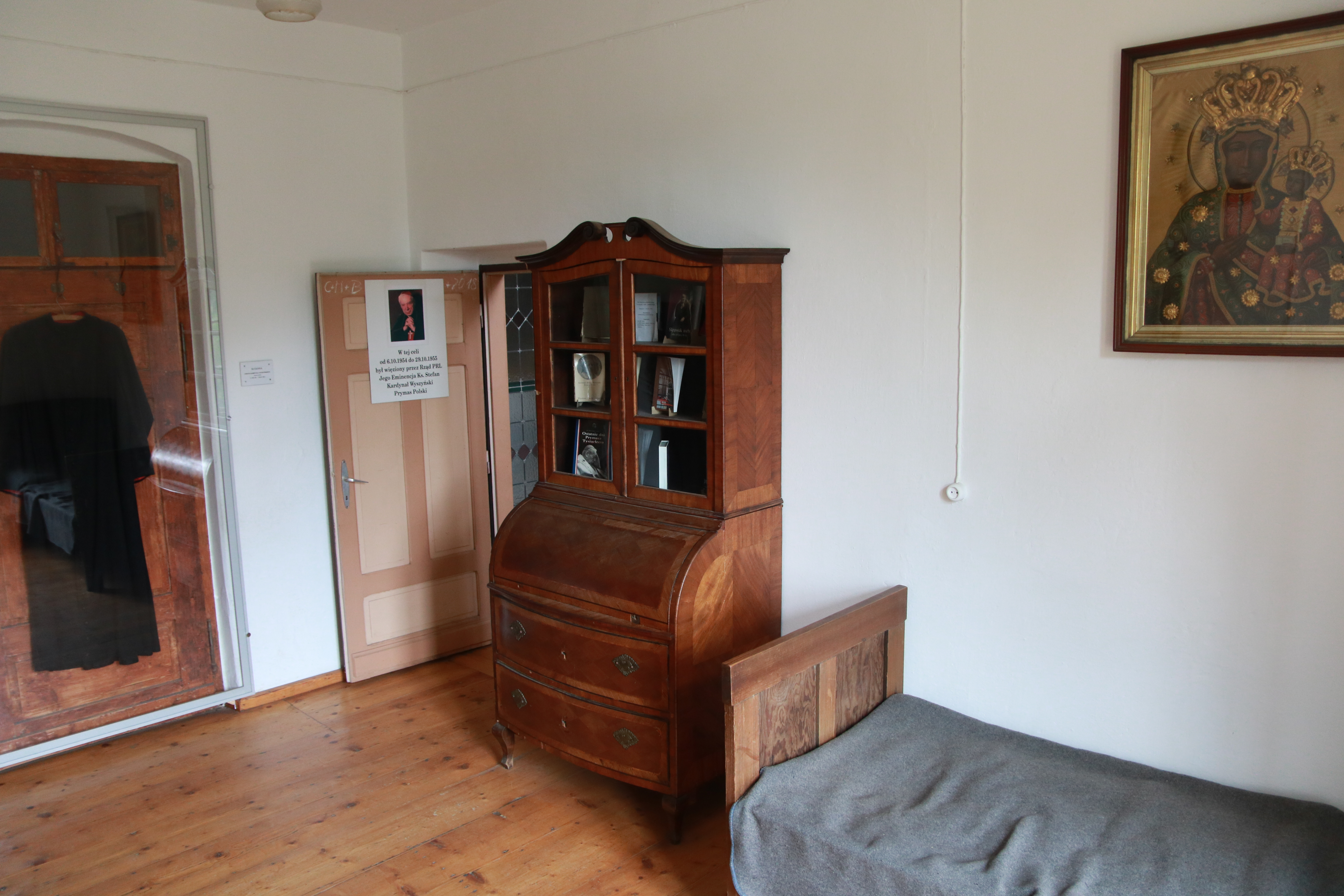
Pomieszczenie w klasztorze franciszkanów w Prudniku, gdzie kardynał Wyszyński zaczął opracowywać tekst ślubów

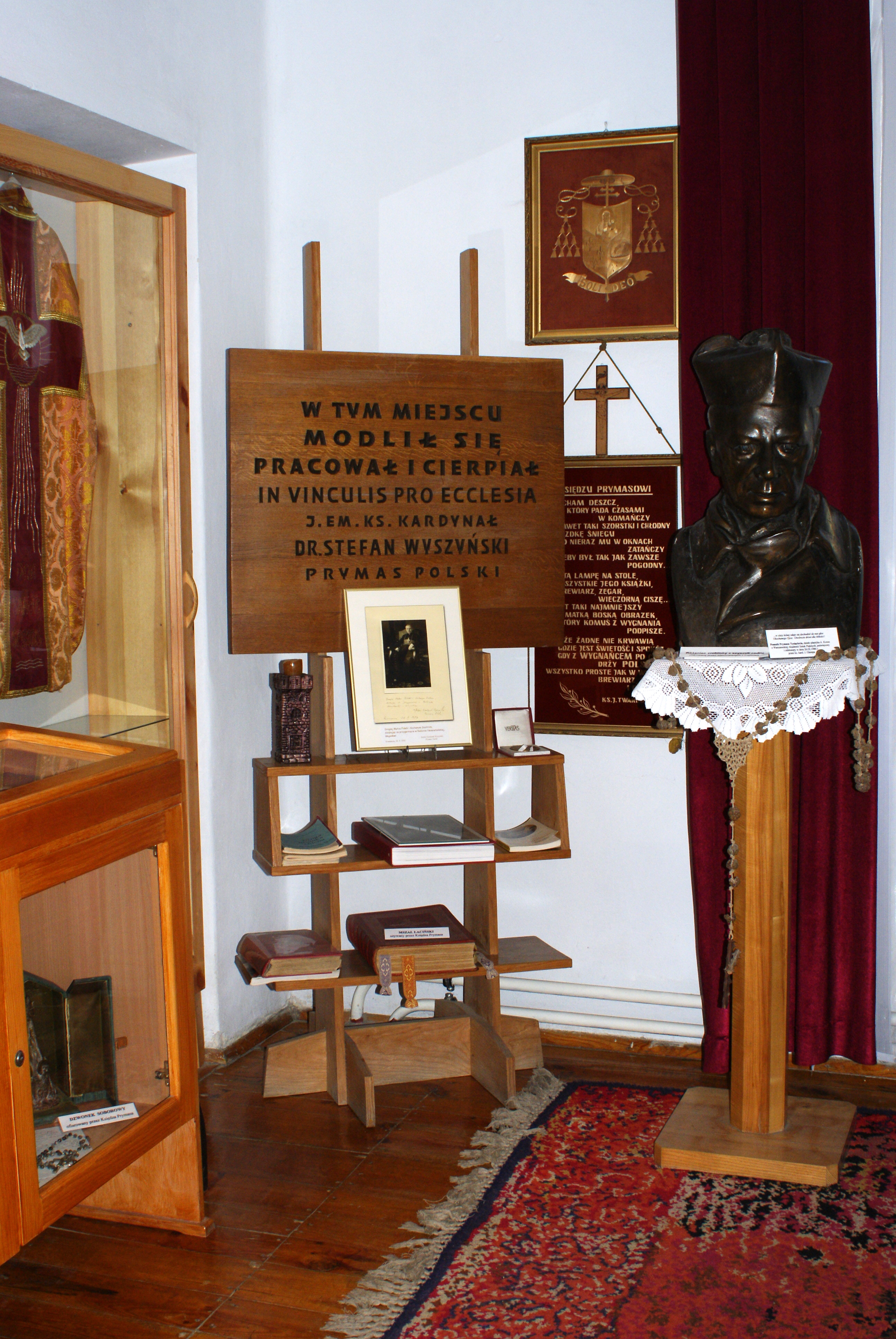
Pomieszczenie w klasztorze sióstr nazaretanek w Komańczy, gdzie kardynał Wyszyński dokończył tekst ślubów

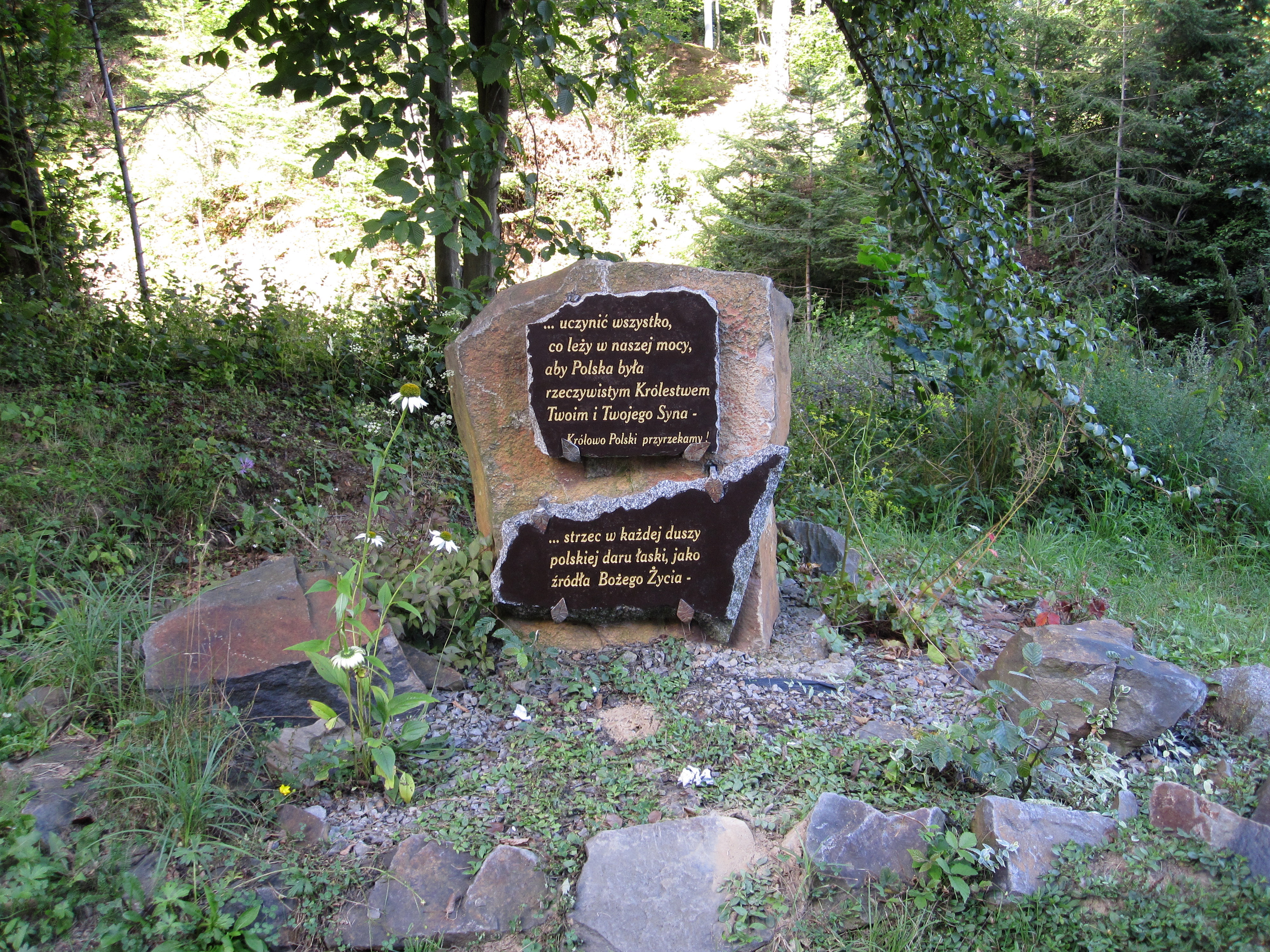
Komańcza. Jeden z pomników zawierający fragment modlitwy

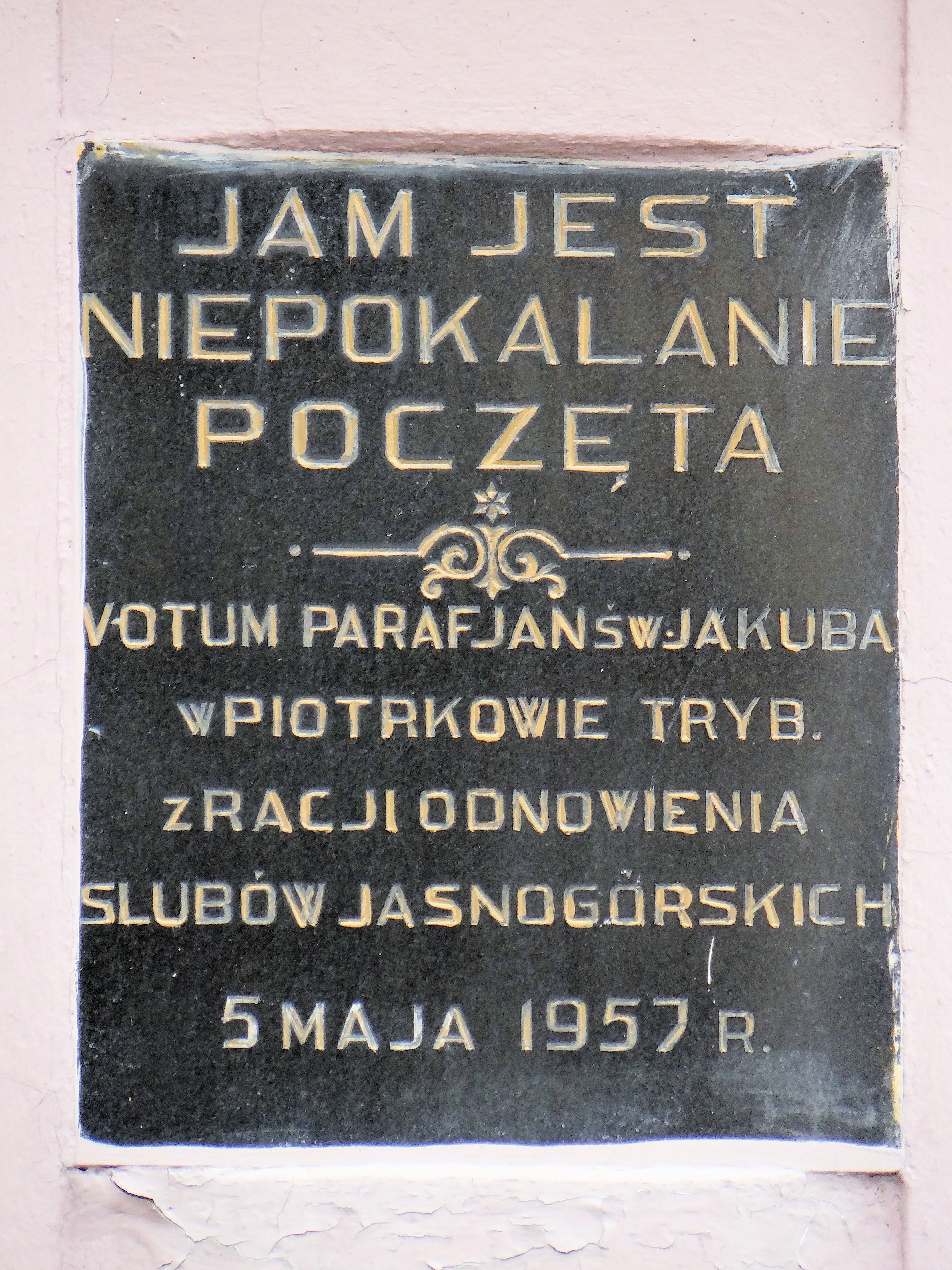
Tablica pamiątkowa w Piotrkowie Trybunalskim

Jasnogórskie Śluby Narodu Polskiego – modlitwa w formie ślubów złożonych Najświętszej Maryi Pannie, Królowej Polski. Tekst został napisany przez kardynała Stefana Wyszyńskiego, prymasa Polski, podczas jego internowania w klasztorze franciszkanów w Prudniku i klasztorze sióstr nazaretanek w Komańczy pod wpływem powieści Potop autorstwa Henryka Sienkiewicza.

Czytając „Potop” Sienkiewicza, uświadomiłem sobie właśnie w Prudniku, że trzeba pomyśleć o tej wielkiej dacie. Byłem przecież więziony tak blisko miejsca, gdzie król Jan Kazimierz i prymas Leszczyński radzili, jak ratować Polskę z odmętów. Pojechali obydwaj na południowy wschód, do Lwowa: drogę torowali im górale, jak to pięknie opisuje Henryk Sienkiewicz. Gdy z kolei i mnie przewieziono tym samym niemal szlakiem, z Prudnika na południowy wschód, do czwartego miejsca mego odosobnienia, w góry, jechałem z myślą: musi powstać akt Ślubowań odnowionych!

Jasnogórskie Śluby Narodu zostały uroczyście złożone 26 sierpnia 1956 na Jasnej Górze przy udziale około miliona wiernych. Rotę Ślubów odczytał bp Michał Klepacz, pełniący obowiązki przewodniczącego Episkopatu Polski. Na fotelu przeznaczonym dla prymasa Polski leżały biało-czerwone kwiaty. Kardynał Wyszyński składał Śluby w miejscu swojego odosobnienia w Komańczy w łączności z Jasną Górą, o 10 minut wcześniej, jedynie w obecności Marii Okońskiej.
Śluby Jasnogórskie zostały złożone w trzechsetlecie Ślubów Lwowskich, które złożył król Jan II Kazimierz Waza w dniu 1 kwietnia 1656 r. w katedrze Wniebowzięcia Najświętszej Maryi Panny we Lwowie podczas mszy świętej odprawianej przez nuncjusza Pietro Vidoniego przed obrazem Matki Bożej Łaskawej.
26 sierpnia 2006, w pięćdziesiątą rocznicę Ślubów Jasnogórskich, na Jasnej Górze zebrało się ponad 200 tysięcy wiernych, a tekst ślubów odczytał kardynał Józef Glemp.